# Людавка (річка)
Людавка — річка  в Україні, у Жмеринському  районі Вінницької області, ліваа притока Рову  (басейн Південного  Бугу).ліва

## Опис
Довжина річки 8,6 км. Формується з багатьох безіменних струмків та водойм.  

## Розташування
Бере  початок на східній стороні від Новоселиці. Тече переважно на південний схід через Людавку і у Браїліві впадає у річку Рів, праву притоку Південного Бугу.
Річку перетинає автомобільна дорога М21